# ポチョムキン (ラッパー)
ポチョムキン（1976年- ）は、ヒップホップグループ餓鬼レンジャーのMCである。
- 別名「Pocyomkin」「Freaky 随喜（ズイキ）」「DJマイメン」。東雲レコード主宰。
- 1998年のデビュー以来コンスタントに作品を発表。
- ソロとしても、楽曲提供、ラジオなど多岐に渡り活動中。
- 趣味は散歩、ドライブ。

## 来歴
- 1994年 - 餓鬼レンジャーを結成する。
- 1998年 - P-VINEより餓鬼レンジャー「リップサービス」をリリース。
- 2000年 - 自身のレーベル東雲レコードよりコンピ「RAP WARZ DONPACHI!」などをリリース。
- 2001年- ビクターエンターテイメントより餓鬼レンジャー「UPPER JAM」をリリース。
- 2005年 - 「NATURAL HIGH」/DOSMOCCOSをリリース、以降3枚のアルバムを発表。
- 2007年 - 自らトラックメイクを行ったプロデュース作品集「ポチョムキン & スーパースター列伝 ゴキゲンRADIO」の他、「FESTA E MERDA DI TORO」/随喜と真田2.0をリリース。
- 2009年 - ポニーキャニオンからソロアルバム「赤マスク」をリリース。
- 2013年 - 結婚[1]。
- 2016年 - 水前寺清子、コロッケ、高良健吾等と熊本地震のチャリティーソング「サンバおてもやん2016」をリリース。LIBROとのタッグで「AWAKENING」/鶴亀サウンドをリリース。
- 2019年 - 初主催フェス「餓鬼園祭」を開催。
- 2022年 - 2ndソロアルバム「AI2090」をリリース。
- 2024年 - 餓鬼レンジャー11th アルバム「Survival Attack」をリリース。

## ディスコグラフィ

### アルバム
餓鬼レンジャー
- 餓鬼レンジャー 参照。

ポチョムキン
- 「ポチョムキン＆スーパースター列伝 ゴキゲンRADIO」（2007年12月21日）
- 「ヒトリズモウ」（2009年9月16日）*MIX CD
- 「赤マスク」（2009年11月18日）
- 「ヒトリズモウ2」（2018年1月31日）*MIX CD
- 「AI2090」（2022年11月11日）

DOSMOCCOS
- 「Natural High」（2005年4月27日）
- 「MOCCOS MOST WANTED」（2007年4月4日）
- 「CHAMP ROAD」（2009年3月13日）

随喜と真田2.0
- 「FESTA E MERDA DI TORO」（2007年9月22日）
- 「IBOSYOUGUN」（LIVE会場限定アルバム）

随喜とゆ〜きゅ〜
- 「雨宿り」（LIVE会場限定アルバム）

鶴亀サウンド
- 「AWAKENING」（2016年11月23日）

### 配信限定シングル
ポチョムキン
| 発売日         | タイトル                                               |
| -------------- | ------------------------------------------------------ |
| 2022年9月9日   | 45                                                     |
| 2022年9月23日  | 80BARZ                                                 |
| 2022年10月17日 | オマジナイ (feat. LIBRO)                               |
| 2022年12月9日  | 45 (DJ WATARAI Remix)                                  |
| 2023年7月28日  | Summertime Magic / ポチョムキン, OHTORA, New K         |
| 2023年8月30日  | NIAGARA (feat. EXPRESS) / ポチョムキン, maeshima soshi |
| 2023年9月15日  | 80BARZ (GP. REMIX)                                     |

## 客演作品
ポチョムキン名義
- オムニバス「MAD MAXX」（2000/2/19）
  - 4.モッコス DA HOUSE (TERIRTORIAL POLIO) (THREE SIDE×ポチョムキン)
- GAGLE「3 MEN ON WAX」（2002/8/9）
  - 10.どんちゃん騒げ
- DJ NAPEY「ILLFINGER」（2003/1/25）
  - 7.ホラー話 （DJ NAPEY feat.SATUSSY, POCYOMKIN）
  - 17.みんなのうた
- オムニバス「ORION BEAT」（2003/2/5）
  - 1.ORION BEAT ALL STARS（ポチョムキン参加）
- LADY Q「御苑ルネッサンス」（2003/12/5）
  - 7.蟲
- 韻踏合組合「TRASH TALK」（2006/1/23）
  - 9.ラッパーズチャンプル（韻踏合組合 feat.HUNGER, TAKASE, YOUTH, ポチョムキン, AMIDA）
- オムニバス「くレーベルコンピ【其の二】100%RAP」（2006/1/25）
  - 7.ファンタスティック 感動（Fantastic 4（＝KREVA, CUEZERO, DABO, ポチョムキン））
  - 10.DO MO ARIGATOH（All Member and more（＝ポチョムキン参加））
- 真田人「続投 真田人」（2006/8/16）
  - 5.手乗りウンチョほーり投げ運動
- THE COMPANY「THE COMPANY WORKS VOL.1」（2006/9/6）
  - 2.陽気でwackなディレクター
- ULTRA NANIWATIC MC'S「THE FIRST」（2006/12/6）
  - 16.POP DA BOOTY
- サイプレス上野とロベルト吉野「ドリーム」（2007/1/26）
  - 18.貸借 07'
- Dt.「CHECK YOUR HEADPHONE」（2007/2/7）
  - 1.球の上龍の背
- SOUND GROW「WAY 2 GLOW」（2007/4/11）
  - 4.TOO LATE
- TKC「百姓一揆」（2007/8/15）
  - 6.そんなヤツよりおれでしょ（TKC feat.サイプレス上野, ポチョムキン）
- ZIGHT a.k.a.SANZO「ELEMENTS OF STORY」（2008/6/27）
  - 9.Ghost Town（ZIGHT a.k.a.SANZO feat.BES、エムラスタ、ポチョムキン）
- 志磨参兄弟「春日」（2009/1/23）
  - 7.我慢風呂
- NORIMITSU&MR.FUKUSAN「SPLIT EP VOL.1」（2009/6/17）
  - 6.Get Clean Money（MR.FUKUSAN feat. DJ A-1, HIRO, POCYOMKIN”）
- DJ TOSHI「BIG GAIN」（2009/7/22）
  - 5. ラリラリパッパラ♪（DJ TOSHI feat.ポチョムキン（餓鬼レンジャー）,SATOSHI（山嵐）&カルデラビスタ）
- LOWBORN SOUNDSYSTEM「※2ndアルバム収録予定（発売日未定）」（2010/11/28）
  - （仮）BRING THE GAIN」（TB303future mix）（LOWBORN SOUNDSYSTEM feat.掟ポルシェ、イルリメ、ポチョムキン、zight、サイプレス上野）
- AKIO BEATS「 "WORKS" -THE BEST OF AKIO BEATS MIX-」（2011/2/2）
  - 19.GET YOUR WAY（ポチョムキン feat.Vaneco Nuts）[Disk2に収録]
- オムニバス「Celebrity presents DIARY」（2011/5/25）
  - 11.One day 〜この道の先に〜（SORA feat.ポチョムキン）
- HIGH5「SUKI SUKI ASS NOW」（2011/9/12）
  - 1.SUKI SUKI ASS NOW（後に発売されるHIGH5の2ndアルバム「FINAL FIVE」にBONUS TRACKとしてREMIXヴァージョンで収録。）
- マイクアキラ「TRUE HEART」（2011/11/1）
  - 1.TRUE HEART（マイクアキラ feat.ポチョムキン,鎮座DOPENESS）
- SKY-HI presents FLOATIN'LAB「FLOATIN' LAB」（2012/5/30）
  - 4.Subway（SKY-HIfeat.ポチョムキン, EGO, ALI-KICK）
- LITTLE「D.R.E.A.M feat.ポチョムキン、KEN VOLCANO」（2012/6/7YouTubeにて公開）
- 446「446」（2012/6/16）
  - 13.くちぶえ（2012盤に収録）
- ザ・モミアゲブラザーズ「ヒッチャンカッチャン」（2012/7/25）
  - 1.ヒッチャンカッチャン
- DJ CO-MA「NEO FREEDOM」（2012/8/22）
  - 4.チンパンジー
- SKY-HI presents FLOATIN' LAB「FLOATIN' LAB （iTunes Version）」（2012/11/22）
  - 13.One By One -This Is The "LAB"（BONUS TRACK）（SKY-HI feat.KEN THE 390,TARO SOUL,RAU DEF,EGO,ポチョムキン,KLOOZ,NIHA-C,MORO）
- ROO TIGER「真田虫非行ツアー」（2013/2/22）
  - 8.ブス5000（ROO TIGER feat.ポチョムキン from 餓鬼レンジャー, 呂布カルマ, Campanella）
- C.H.I.N.O.「HOOD WORK STUDIO8 REMIX」（2013/4/30）
  - 1.HOOD WORK STUDIO8 REMIX（C.H.I.N.O.feat.HIBIKILLA & ポチョムキン）
- TOMOTH「 PHANGAN BOYS」（2013/5/17）
  - 1.PHANGAN BOYS（TOMOTH feat.Silly B & MekPiisua、ポチョムキン、真田人）
- 6th Generation 「UNSTOPPABLE」（2017年10月17日）
  - 一心 feat ポチョムキン a.k.a.Freaky随喜
- DARE WATTEA a.k.a ヨッテルブッテル feat HUNGER ＆ ポチョムキン（2019年9月18日）
- SKY RUN feat Teppei×ポチョムキン×游久（2020/3/1）
- 映画「STAND STRONG」主題歌（2020/7/22）
  - 「STAND STRONG」 LIBRO,ポチョムキン, Bose（スチャダラパー）& CHOZEN LEE（FIRE BALL）
- esport大会「闘神祭」テーマ曲（2020/10/2）
  - 「RDY」 feat ポチョムキン（餓鬼レンジャー） & RYO（ケツメイシ）, Heartbeat
- Charisma.com 「Bon Clap feat. ポチョムキン」（2024/8/14)
- 映画「雪子 a.k.a.」主題歌「Be Myself」(2025年1月10日)
  - ポチョムキン×泰斗a.k.a.裂固×瑛人
- 遊助「遊便です。」(2015年3月12日)
  - 隣の芝生 遊turing ポチョムキン

DOSMOCCOS名義
- オムニバス「DANCEHALL PREMIER」（2003/6/25）
  - 7.だけんなんや
- オムニバス「FUNKY!FUNKY FIESTA」（2004/7/7）
  - 12.なんさん WON'T STOP
- TARO SOUL & KEN THE 390「FLYING SOUND TRACK」（2006/10/21）
  - 5.密林DISCO
- ULTRA NANIWATIC MC'S「THE FIRST」（2006/12/6）
  - 3.熱っ〜!
- BUZZER BEATS「Just The Beginning」（2008/5/14）
  - 6.Boomin' Crusin'

随喜と真田2.0名義
- ICE BAHN「OVER VIEW」（2008/07/11）
  - 9.ダイナモンド

## 楽曲提供
- Tengal6「CITY」（2012/5/25）
  - 1.Perfect☆キラリ（作詞：ポチョムキン）
- Lyrical school「date course」（2013/9/18）
  - 4.WOW♪（作詞：ポチョムキン）
- Mika+Rika「FUNKY OL〜仕事したくないよ〜」（2013/11/28）
  1. FUNKY OL〜仕事したくないよ〜（作詞：ポチョムキン）
  2. 自宅待機〜家から出たくないよ〜（作詞：ポチョムキン）
  3. お慕い申しin the rain（作詞：ポチョムキン）
  4. 下っ端（作詞：ポチョムキン）
  5. ただの女（作詞：ポチョムキン）
- MAGiC BOYZ「3.141592〜お金があれ盤〜」（2017/3/29）
  - 10000000000YEN（作詞：ポチョムキン）
- ヒプノシスマイクBuster Bros!!!
  - おはようイケブクロ（作詞：ポチョムキン）（2019/4/24）
  - 絆 -IKEBUKURO ver（作詞：YOSHI&ポチョムキン（餓鬼レンジャー）・tofubeats）
- ヒプノシスマイク -Division Rap Battle- 2nd D.R.B『どついたれ本舗 VS Buster Bros!!!』
  - Joy for Struggle（作詞：ポチョムキン　作曲：MZO・ポチョムキン）
- 096k熊本歌劇団
  - えちくろっちか（作詞：ポチョムキン　作曲：KOJI oba）
  - 096kたいそう（作詞：ポチョムキン　作曲：GP KOJI oba）
- ももいろクローバーZ 「祝典」（2022/5/17）
  - 満漢全席（作詞：ポチョムキン・YOSHI  作曲：KOJI oba・ポチョムキン・YOSHI）
- ももいろクローバーZ 高城れに withサイプレス上野とロベルト吉野（応援団長と旗手長）（2023/3/9）
  - 「レニー来航!!」（作詞：ポチョムキン・YOSHI・森鴎外）
- タイトー70周年アニメ「いとちゃんの野望」トイタイト&紫陽子 
  - 「テック！テック！満月」（作詞：ポチョムキン）
- ももいろクローバーZ 「イドラ」（2024/5/8）
  - 「桃照桃神」（作詞：ポチョムキン　作曲：及川千春(鋭児)/ポチョムキン）
- ホロライブ傘下 hololive DEV_IS 所属 FLOW GLOW（2024/11/8）
  - 「FG ROADSTER」（作詞：ポチョムキン　作曲：ポチョムキン・LUNA・Joe Ogawa & Foux）
- 電音部 安倍＝シャクジ＝摩耶（CV:SONOTA）（2024/11/11）
  - 「復讐」（作詞：ポチョムキン）
- FLOW GLOW(2025/3/14)
  - 「24K GOLD」（作詞：ポチョムキン 作曲：ポチョムキン・LUNA・Joe Ogawa・chomo ）